# Aseko (woreda)
Pour les articles homonymes, voir Aseko.
Aseko est un woreda du centre-est de l'Éthiopie situé dans la zone Arsi de la région Oromia. Il a 84 112 habitants en 2007 et porte le nom de son centre administratif.
Limitrophe de la zone Mirab Hararghe au nord, le woreda Aseko est entouré dans la zone Arsi par les woredas Gololcha, Guna et Merti.
Il est à la limite entre le bassin versant de l'Awash et celui du Chébéli[réf. souhaitée].
Son centre administratif est une localité appelée Aseko, ou Assaco qui est reliée à Aba Jimma dans le woreda Guna par une route secondaire.
Au recensement national de 2007, le woreda compte 84 112 habitants et 5 % de sa population est urbaine.
La majorité des habitants (63 %) sont musulmans et 37 % sont orthodoxes.
Avec 3 988 habitants en 2007, Aseko est la seule agglomération recensée dans le woreda.
En 2022, la population du woreda est estimée à 120 283 personnes avec une densité de population de 222 personnes par km2 et 542 km2 de superficie.